# Paulo Ferreira
Paulo Renato Rebocho Ferreira OIH, noto semplicemente come Paulo Ferreira (Cascais, 18 gennaio 1979), è un allenatore di calcio, dirigente sportivo ed ex calciatore portoghese, di ruolo difensore, vice allenatore dell'Olympique Lione.

## Caratteristiche tecniche
Ha giocato preferibilmente da terzino destro, anche se a volte è stato impiegato come centrale o come terzino sinistro. È stato considerato tra i migliori difensori in Europa nel primo decennio del 2000.

## Carriera

### Club
Iniziò nell'Estoril Praia, società della seconda divisione portoghese con la cui prima squadra debuttò nel 1997. Nel 2001 passò al Vitória Setúbal, dove giocò per un anno su ottimi livelli. In questo periodo collezionò 21 presenze con l'Under-21.
Nell'estate 2002 si trasferì al Porto, voluto dall'allenatore José Mourinho. Nel biennio trascorso a Porto conquistò numerosi trofei: due campionati nazionali (2003 e 2004), una Coppa di Portogallo (2003), la Coppa UEFA 2002-2003 e la Champions League 2003-2004. Fu il giocatore più presente in termini di minuti giocati nel cammino del Porto in Champions League.
Nel 2004 passò al Chelsea per 13,2 milioni di sterline, ritrovando a Londra l'allenatore Mourinho e l'ex compagno al Porto Ricardo Carvalho. Con la squadra inglese ha vinto tre campionati inglesi (2005, 2006 e 2010), una Supercoppa d'Inghilterra (2005), una Coppa di Lega inglese (2005), una Coppa d'Inghilterra (2007), una Champions League (2012), ed una Europa League (2013).
Si è ritirato alla fine della stagione 2012-2013.

### Nazionale
Debuttò con la maglia della nazionale portoghese nel 2002. È arrivato secondo agli Europei 2004 e quarto ai Mondiali 2006.

## Statistiche

### Presenze e reti nei club
| Stagione               | Squadra                | Campionato             | Campionato | Campionato | Coppe nazionali | Coppe nazionali | Coppe nazionali | Coppe continentali | Coppe continentali | Coppe continentali | Altre coppe | Altre coppe | Altre coppe | Totale | Totale |
| Stagione               | Squadra                | Comp                   | Pres       | Reti       | Comp            | Pres            | Reti            | Comp               | Pres               | Reti               | Comp        | Pres        | Reti        | Pres   | Reti   |
| ---------------------- | ---------------------- | ---------------------- | ---------- | ---------- | --------------- | --------------- | --------------- | ------------------ | ------------------ | ------------------ | ----------- | ----------- | ----------- | ------ | ------ |
| 1997-1998              | Estoril Praia          | SL                     | 1          | 0          | CP              | 0               | 0               | -                  | -                  | -                  | -           | -           | -           | 1      | 0      |
| 1998-1999              | Estoril Praia          | SL                     | 15         | 0          | CP              | 0               | 0               | -                  | -                  | -                  | -           | -           | -           | 15     | 0      |
| 1999-2000              | Estoril Praia          | SD                     | 21         | 2          | CP              | 0               | 0               | -                  | -                  | -                  | -           | -           | -           | 21     | 2      |
| Totale Estoril Praia   | Totale Estoril Praia   | Totale Estoril Praia   | 37         | 2          |                 | 0               | 0               |                    | -                  | -                  |             | -           | -           | 37     | 2      |
| 2000-2001              | Vitória Setúbal        | SL                     | 34         | 2          | CP              | 0               | 0               | -                  | -                  | -                  | -           | -           | -           | 34     | 2      |
| 2001-2002              | Vitória Setúbal        | PL                     | 34         | 0          | CP              | 0               | 0               | -                  | -                  | -                  | -           | -           | -           | 34     | 0      |
| Totale Vitória Setúbal | Totale Vitória Setúbal | Totale Vitória Setúbal | 68         | 2          |                 | 0               | 0               |                    | -                  | -                  |             | -           | -           | 68     | 2      |
| 2002-2003              | Porto                  | PL                     | 30         | 0          | CP              | 5               | 0               | CU                 | 12                 | 0                  | -           | -           | -           | 47     | 0      |
| 2003-2004              | Porto                  | PL                     | 32         | 0          | CP              | 5               | 0               | UCL                | 13                 | 0                  | SP+SU       | 1+1         | 0           | 52     | 0      |
| Totale Porto           | Totale Porto           | Totale Porto           | 62         | 0          |                 | 10              | 0               |                    | 25                 | 0                  |             | 2           | 0           | 99     | 0      |
| 2004-2005              | Chelsea                | PL                     | 29         | 0          | FACup+CdL       | 1+5             | 0               | UCL                | 7                  | 0                  | -           | -           | -           | 42     | 0      |
| 2005-2006              | Chelsea                | PL                     | 21         | 0          | FACup+CdL       | 3+1             | 1+0             | UCL                | 6                  | 0                  | CS          | 1           | 0           | 32     | 1      |
| 2006-2007              | Chelsea                | PL                     | 24         | 0          | FACup+CdL       | 5+2             | 0               | UCL                | 6                  | 0                  | CS          | 1           | 0           | 38     | 0      |
| 2007-2008              | Chelsea                | PL                     | 18         | 0          | FACup+CdL       | 3+2             | 0               | UCL                | 5                  | 0                  | -           | -           | -           | 28     | 0      |
| 2008-2009              | Chelsea                | PL                     | 7          | 0          | FACup+CdL       | 1+2             | 0               | UCL                | 2                  | 0                  | -           | -           | -           | 12     | 0      |
| 2009-2010              | Chelsea                | PL                     | 13         | 0          | FACup+CdL       | 4+3             | 0+1             | UCL                | 0                  | 0                  | CS          | 0           | 0           | 20     | 1      |
| 2010-2011              | Chelsea                | PL                     | 21         | 0          | FACup+CdL       | 1+1             | 0               | UCL                | 5                  | 0                  | CS          | 1           | 0           | 29     | 0      |
| 2011-2012              | Chelsea                | PL                     | 6          | 0          | FACup+CdL       | 0+1             | 0               | UCL                | 2                  | 0                  | -           | -           | -           | 9      | 0      |
| 2012-2013              | Chelsea                | PL                     | 2          | 0          | FACup+CdL       | 1+1             | 0               | UCL+UEL            | 1+1                | 0                  | CS+SU+Cmc   | 0+0+1       | 0           | 7      | 0      |
| Totale Chelsea         | Totale Chelsea         | Totale Chelsea         | 141        | 0          |                 | 37              | 2               |                    | 35                 | 0                  |             | 4           | 0           | 217    | 2      |
| Totale carriera        | Totale carriera        | Totale carriera        | 308        | 4          |                 | 47              | 2               |                    | 60                 | 0                  |             | 6           | 0           | 421    | 6      |

### Cronologia presenze e reti in nazionale
| Cronologia completa delle presenze e delle reti in nazionale ― Portogallo | Cronologia completa delle presenze e delle reti in nazionale ― Portogallo | Cronologia completa delle presenze e delle reti in nazionale ― Portogallo | Cronologia completa delle presenze e delle reti in nazionale ― Portogallo | Cronologia completa delle presenze e delle reti in nazionale ― Portogallo | Cronologia completa delle presenze e delle reti in nazionale ― Portogallo | Cronologia completa delle presenze e delle reti in nazionale ― Portogallo | Cronologia completa delle presenze e delle reti in nazionale ― Portogallo |
| Data                                                                      | Città                                                                     | In casa                                                                   | Risultato                                                                 | Ospiti                                                                    | Competizione                                                              | Reti                                                                      | Note                                                                      |
| ------------------------------------------------------------------------- | ------------------------------------------------------------------------- | ------------------------------------------------------------------------- | ------------------------------------------------------------------------- | ------------------------------------------------------------------------- | ------------------------------------------------------------------------- | ------------------------------------------------------------------------- | ------------------------------------------------------------------------- |
| 7-9-2002                                                                  | Birmingham                                                                | Inghilterra                                                               | 1 – 1                                                                     | Portogallo                                                                | Amichevole                                                                | -                                                                         | 46’                                                                       |
| 12-10-2002                                                                | Lisbona                                                                   | Portogallo                                                                | 1 – 1                                                                     | Tunisia                                                                   | Amichevole                                                                | -                                                                         |                                                                           |
| 12-2-2003                                                                 | Genova                                                                    | Italia                                                                    | 1 – 0                                                                     | Portogallo                                                                | Amichevole                                                                | -                                                                         | 46’                                                                       |
| 29-3-2003                                                                 | Porto                                                                     | Portogallo                                                                | 2 – 1                                                                     | Brasile                                                                   | Amichevole                                                                | -                                                                         |                                                                           |
| 2-4-2003                                                                  | Losanna                                                                   | Macedonia                                                                 | 0 – 1                                                                     | Portogallo                                                                | Amichevole                                                                | -                                                                         |                                                                           |
| 6-6-2003                                                                  | Braga                                                                     | Portogallo                                                                | 0 – 0                                                                     | Paraguay                                                                  | Amichevole                                                                | -                                                                         | 76’                                                                       |
| 10-6-2003                                                                 | Oeiras                                                                    | Portogallo                                                                | 4 – 0                                                                     | Bolivia                                                                   | Amichevole                                                                | -                                                                         | 65’                                                                       |
| 11-10-2003                                                                | Lisbona                                                                   | Portogallo                                                                | 5 – 3                                                                     | Albania                                                                   | Amichevole                                                                | -                                                                         | 61’                                                                       |
| 18-2-2004                                                                 | Faro                                                                      | Portogallo                                                                | 1 – 1                                                                     | Inghilterra                                                               | Amichevole                                                                | -                                                                         | 46’                                                                       |
| 31-3-2004                                                                 | Braga                                                                     | Portogallo                                                                | 1 – 2                                                                     | Italia                                                                    | Amichevole                                                                | -                                                                         | 77’                                                                       |
| 29-5-2004                                                                 | Águeda                                                                    | Portogallo                                                                | 3 – 0                                                                     | Lussemburgo                                                               | Amichevole                                                                | -                                                                         | 69’                                                                       |
| 5-6-2004                                                                  | Setúbal                                                                   | Portogallo                                                                | 4 – 1                                                                     | Lituania                                                                  | Amichevole                                                                | -                                                                         | 57’                                                                       |
| 12-6-2004                                                                 | Porto                                                                     | Portogallo                                                                | 1 – 2                                                                     | Grecia                                                                    | Euro 2004 - 1º Turno                                                      | -                                                                         |                                                                           |
| 4-7-2004                                                                  | Lisbona                                                                   | Portogallo                                                                | 0 – 1                                                                     | Grecia                                                                    | Euro 2004 - Finale                                                        | -                                                                         | 43’                                                                       |
| 4-9-2004                                                                  | Riga                                                                      | Lettonia                                                                  | 0 – 2                                                                     | Portogallo                                                                | Qual. Mondiali 2006                                                       | -                                                                         |                                                                           |
| 8-9-2004                                                                  | Leiria                                                                    | Portogallo                                                                | 4 – 0                                                                     | Estonia                                                                   | Qual. Mondiali 2006                                                       | -                                                                         |                                                                           |
| 9-10-2004                                                                 | Vaduz                                                                     | Liechtenstein                                                             | 2 – 2                                                                     | Portogallo                                                                | Qual. Mondiali 2006                                                       | -                                                                         |                                                                           |
| 13-10-2004                                                                | Lisbona                                                                   | Portogallo                                                                | 7 – 1                                                                     | Russia                                                                    | Qual. Mondiali 2006                                                       | -                                                                         |                                                                           |
| 17-11-2004                                                                | Lussemburgo                                                               | Lussemburgo                                                               | 0 – 5                                                                     | Portogallo                                                                | Qual. Mondiali 2006                                                       | -                                                                         |                                                                           |
| 9-2-2005                                                                  | Dublino                                                                   | Irlanda                                                                   | 1 – 0                                                                     | Portogallo                                                                | Amichevole                                                                | -                                                                         | 46’                                                                       |
| 26-3-2005                                                                 | Barcelos                                                                  | Portogallo                                                                | 4 – 1                                                                     | Canada                                                                    | Amichevole                                                                | -                                                                         |                                                                           |
| 30-3-2005                                                                 | Bratislava                                                                | Slovacchia                                                                | 1 – 1                                                                     | Portogallo                                                                | Qual. Mondiali 2006                                                       | -                                                                         | 64’                                                                       |
| 17-8-2005                                                                 | Ponta Delgada                                                             | Portogallo                                                                | 2 – 0                                                                     | Egitto                                                                    | Amichevole                                                                | -                                                                         | 46’                                                                       |
| 3-9-2005                                                                  | Faro                                                                      | Portogallo                                                                | 6 – 0                                                                     | Lussemburgo                                                               | Qual. Mondiali 2006                                                       | -                                                                         |                                                                           |
| 7-9-2005                                                                  | Mosca                                                                     | Russia                                                                    | 0 – 0                                                                     | Portogallo                                                                | Qual. Mondiali 2006                                                       | -                                                                         |                                                                           |
| 8-10-2005                                                                 | Aveiro                                                                    | Portogallo                                                                | 2 – 1                                                                     | Liechtenstein                                                             | Qual. Mondiali 2006                                                       | -                                                                         |                                                                           |
| 12-11-2005                                                                | Coimbra                                                                   | Portogallo                                                                | 2 – 0                                                                     | Croazia                                                                   | Amichevole                                                                | -                                                                         | 61’                                                                       |
| 15-11-2005                                                                | Belfast                                                                   | Irlanda del Nord                                                          | 1 – 1                                                                     | Portogallo                                                                | Amichevole                                                                | -                                                                         |                                                                           |
| 1-3-2006                                                                  | Düsseldorf                                                                | Portogallo                                                                | 3 – 0                                                                     | Arabia Saudita                                                            | Amichevole                                                                | -                                                                         | 72’                                                                       |
| 27-5-2006                                                                 | Évora                                                                     | Portogallo                                                                | 4 – 1                                                                     | Capo Verde                                                                | Amichevole                                                                | -                                                                         | 46’                                                                       |
| 21-6-2006                                                                 | Gelsenkirchen                                                             | Portogallo                                                                | 2 – 1                                                                     | Messico                                                                   | Mondiali 2006 - 1º turno                                                  | -                                                                         | 61’                                                                       |
| 5-7-2006                                                                  | Monaco di Baviera                                                         | Portogallo                                                                | 0 – 1                                                                     | Francia                                                                   | Mondiali 2006 - Semifinale                                                | -                                                                         | 62’                                                                       |
| 8-7-2006                                                                  | Stoccarda                                                                 | Germania                                                                  | 3 – 1                                                                     | Portogallo                                                                | Mondiali 2006 - Finale 3º posto                                           | -                                                                         | 61’                                                                       |
| 1-9-2006                                                                  | Brøndby                                                                   | Danimarca                                                                 | 4 – 2                                                                     | Portogallo                                                                | Amichevole                                                                | -                                                                         | 77’                                                                       |
| 15-11-2006                                                                | Coimbra                                                                   | Portogallo                                                                | 3 – 0                                                                     | Kazakistan                                                                | Qual. Euro 2008                                                           | -                                                                         |                                                                           |
| 6-2-2007                                                                  | Londra                                                                    | Portogallo                                                                | 2 – 0                                                                     | Brasile                                                                   | Amichevole                                                                | -                                                                         | 46’                                                                       |
| 24-3-2007                                                                 | Lisbona                                                                   | Portogallo                                                                | 4 – 0                                                                     | Belgio                                                                    | Qual. Euro 2008                                                           | -                                                                         |                                                                           |
| 28-3-2007                                                                 | Belgrado                                                                  | Serbia                                                                    | 1 – 1                                                                     | Portogallo                                                                | Qual. Euro 2008                                                           | -                                                                         | 50’                                                                       |
| 2-6-2007                                                                  | Bruxelles                                                                 | Belgio                                                                    | 1 – 2                                                                     | Portogallo                                                                | Qual. Euro 2008                                                           | -                                                                         |                                                                           |
| 5-6-2007                                                                  | Madinat al-Kuwait                                                         | Kuwait                                                                    | 1 – 1                                                                     | Portogallo                                                                | Amichevole                                                                | -                                                                         | 61’                                                                       |
| 22-8-2007                                                                 | Erevan                                                                    | Armenia                                                                   | 1 – 1                                                                     | Portogallo                                                                | Qual. Euro 2008                                                           | -                                                                         |                                                                           |
| 12-9-2007                                                                 | Lisbona                                                                   | Portogallo                                                                | 1 – 1                                                                     | Serbia                                                                    | Qual. Euro 2008                                                           | -                                                                         |                                                                           |
| 13-10-2007                                                                | Baku                                                                      | Azerbaigian                                                               | 0 – 2                                                                     | Portogallo                                                                | Qual. Euro 2008                                                           | -                                                                         |                                                                           |
| 17-10-2007                                                                | Almaty                                                                    | Kazakistan                                                                | 1 – 2                                                                     | Portogallo                                                                | Qual. Euro 2008                                                           | -                                                                         |                                                                           |
| 6-2-2008                                                                  | Zurigo                                                                    | Italia                                                                    | 3 – 1                                                                     | Portogallo                                                                | Amichevole                                                                | -                                                                         | 46’                                                                       |
| 26-3-2008                                                                 | Düsseldorf                                                                | Grecia                                                                    | 2 – 1                                                                     | Portogallo                                                                | Amichevole                                                                | -                                                                         |                                                                           |
| 31-5-2008                                                                 | Viseu                                                                     | Portogallo                                                                | 2 – 0                                                                     | Georgia                                                                   | Amichevole                                                                | -                                                                         |                                                                           |
| 7-6-2008                                                                  | Lancy                                                                     | Portogallo                                                                | 2 – 0                                                                     | Turchia                                                                   | Euro 2008 - 1º turno                                                      | -                                                                         |                                                                           |
| 11-6-2008                                                                 | Lancy                                                                     | Rep. Ceca                                                                 | 1 – 3                                                                     | Portogallo                                                                | Euro 2008 - 1º turno                                                      | -                                                                         |                                                                           |
| 15-6-2008                                                                 | Basilea                                                                   | Svizzera                                                                  | 2 – 0                                                                     | Portogallo                                                                | Euro 2008 - 1º turno                                                      | -                                                                         | 30’ 41’                                                                   |
| 19-6-2008                                                                 | Basilea                                                                   | Portogallo                                                                | 2 – 3                                                                     | Germania                                                                  | Euro 2008 - Quarti di finale                                              | -                                                                         |                                                                           |
| 10-9-2008                                                                 | Lisbona                                                                   | Portogallo                                                                | 2 – 3                                                                     | Danimarca                                                                 | Qual. Mondiali 2010                                                       | -                                                                         |                                                                           |
| 11-10-2008                                                                | Solna                                                                     | Svezia                                                                    | 0 – 0                                                                     | Portogallo                                                                | Qual. Mondiali 2010                                                       | -                                                                         |                                                                           |
| 15-10-2008                                                                | Braga                                                                     | Portogallo                                                                | 0 – 0                                                                     | Albania                                                                   | Qual. Mondiali 2010                                                       | -                                                                         |                                                                           |
| 19-11-2008                                                                | Gama                                                                      | Brasile                                                                   | 6 – 2                                                                     | Portogallo                                                                | Amichevole                                                                | -                                                                         |                                                                           |
| 11-2-2009                                                                 | Faro                                                                      | Portogallo                                                                | 1 – 0                                                                     | Finlandia                                                                 | Amichevole                                                                | -                                                                         | 62’                                                                       |
| 14-11-2009                                                                | Lisbona                                                                   | Portogallo                                                                | 1 – 0                                                                     | Bosnia ed Erzegovina                                                      | Qual. Mondiali 2010                                                       | -                                                                         |                                                                           |
| 18-11-2009                                                                | Zenica                                                                    | Bosnia ed Erzegovina                                                      | 0 – 1                                                                     | Portogallo                                                                | Qual. Mondiali 2010                                                       | -                                                                         |                                                                           |
| 3-3-2010                                                                  | Coimbra                                                                   | Portogallo                                                                | 2 – 0                                                                     | Cina                                                                      | Amichevole                                                                | -                                                                         |                                                                           |
| 24-5-2010                                                                 | Covilhã                                                                   | Portogallo                                                                | 0 – 0                                                                     | Capo Verde                                                                | Amichevole                                                                | -                                                                         | 69’                                                                       |
| 1-6-2010                                                                  | Covilhã                                                                   | Portogallo                                                                | 3 – 1                                                                     | Camerun                                                                   | Amichevole                                                                | -                                                                         | 46’                                                                       |
| 8-6-2010                                                                  | Johannesburg                                                              | Portogallo                                                                | 3 – 0                                                                     | Mozambico                                                                 | Amichevole                                                                | -                                                                         |                                                                           |
| 15-6-2010                                                                 | Port Elizabeth                                                            | Portogallo                                                                | 0 – 0                                                                     | Costa d'Avorio                                                            | Mondiali 2010 - 1º turno                                                  | -                                                                         |                                                                           |
| Totale                                                                    |                                                                           | Presenze                                                                  | 63                                                                        |                                                                           | Reti                                                                      | 0                                                                         |                                                                           |

## Palmarès

### Club

#### Competizioni nazionali
- Campionato portoghese: 2

Porto: 2002-2003, 2003-2004
- Coppa del Portogallo: 1

Porto: 2002-2003
- Supercoppa di Portogallo: 1

Porto: 2003
- Campionato inglese: 3

Chelsea: 2004-2005, 2005-2006, 2009-2010
- Coppa d'Inghilterra: 4

Chelsea: 2006-2007, 2008-2009, 2009-2010, 2011-2012
- Coppa di Lega inglese: 2

Chelsea: 2004-2005, 2006-2007
- Community Shield: 2

Chelsea: 2005, 2009

#### Competizioni internazionali
- Coppa UEFA/Europa League: 2

Porto: 2002-2003
Chelsea: 2012-2013
- UEFA Champions League: 2

Porto: 2003-2004
Chelsea: 2011-2012

### Individuale
- UEFA Team of the Year:

2003